# International Diving Schools Association
International Diving Schools Associations (IDSA) è un'organizzazione internazionale fondata nel 1982, con lo scopo di definire standard comuni di formazione nel settore della subacquea industriale.
L'associazione, con sede a Pijnacker nei Paesi Bassi, raccoglie 49 scuole di formazione per commercial divers di 29 paesi, cura la definizione e l'aggiornamento di standard basati sul consenso degli associati finalizzati a migliorare la qualificazione degli operatori subacquei, in riferimento alla salute ed alla sicurezza sul lavoro ed al riconoscimento di qualifiche e competenze a livello internazionale.
Gli standard di formazione fissati da IDSA sono riconosciuti formalmente dalla legislazione danese, norvegese e, in Italia, dalla leggi della Regione siciliana 21 aprile 2016, n.7  e della Regione Friuli-Venezia Giulia 5 marzo 2025, n.4.